# N.T. Rama Rao Jr.
Nandamuri Taraka Rama Rao (Haiderabad, 20 mei 1983), beter bekend als Jr NTR of Tarak, is een Indiaas acteur die met name in de Telugu filmindustrie actief is.

## Biografie
Rama Rao Jr. vestigde zich als een gerenommeerde acteur van de Telugu filmindustrie met films als Simhadri (2003), Rakhi (2006), Yamadonga (2007), Adhurs (2010), Brindavanam (2010), Baadshah (2013), Temper (2015), Nannaku Prematho (2016), Janatha Garage (2016), Jai Lava Kusa (2017), Aravinda Sametha Veera Raghava (2018) en RRR (2022). Ook was hij als presentator op televisie te zien in 2017 van het eerste seizoen van de Telugu realityshow Bigg Boss en in 2021 in het vijfde seizoen van Evaru Meelo Koteeswarulu.
Rama Rao Jr. is de zoon van acteur Nandamuri Harikrishna en kleinzoon van voormalig Chief minister van Andhra Pradesh en acteur N.T. Rama Rao met wie hij in zijn debuut film als kind Brahmarshi Vishwamitra (1991) te zien was. Zijn half broer is acteur Nandamuri Kalyan Ram.

## Filmografie
| Jaar | Film                           | Rol                                               | Opmerking                 |
| ---- | ------------------------------ | ------------------------------------------------- | ------------------------- |
| 1991 | Brahmarshi Vishwamitra         | Bharata                                           | als kind                  |
| 1996 | Ramayanam                      | Rama                                              | als kind                  |
| 2001 | Ninnu Choodalani               | Venu                                              | debuutfilm als volwassene |
| 2001 | Student No.1                   | Aditya                                            |                           |
| 2001 | Subbu                          | Balasubramanyam                                   |                           |
| 2002 | Aadi                           | Aadi Keshava Reddy                                |                           |
| 2002 | Allari Ramudu                  | Ramakrishna                                       |                           |
| 2003 | Naaga                          | Nagaraju                                          |                           |
| 2003 | Simhadri                       | Simhadri/ Singamalai                              |                           |
| 2004 | Andhrawala                     | Munna/ Shankar Pehlawan                           |                           |
| 2004 | Samba                          | Samba Siva Naidu                                  |                           |
| 2005 | Naa Alludu                     | Karthik/ Thenga Vandi Murugan                     |                           |
| 2005 | Narasimhudu                    | Narasimhudu                                       |                           |
| 2006 | Ashok                          | Ashok                                             |                           |
| 2006 | Rakhi                          | K. Ramakrishna                                    |                           |
| 2007 | Yamadonga                      | Raja                                              |                           |
| 2008 | Kantri                         | Kantri                                            |                           |
| 2008 | Chintakayala Ravi              |                                                   | in nummer "Shaava Shaava" |
| 2010 | Adhurs                         | Chari/ Narsimha/ Narsingh                         |                           |
| 2010 | Rama Rama Krishna Krishna      |                                                   | verhalenverteller         |
| 2010 | Brindavanam                    | Krishna                                           |                           |
| 2011 | Sakthi                         | Sakthi Swaroop/ Rudra                             |                           |
| 2011 | Oosaravelli                    | Tony                                              |                           |
| 2012 | Dammu                          | Rama Chandra/ Raja Vasireddy Vijayadwaja Srisimha |                           |
| 2013 | Baadshah                       | Baadshah/ N. T. Rama Rao                          |                           |
| 2013 | Ramayya Vasthavayya            | Nandu/ Ramu                                       |                           |
| 2014 | Rabhasa                        | Karthik                                           |                           |
| 2015 | Temper                         | Daya                                              |                           |
| 2016 | Nannaku Prematho               | Abhiram                                           |                           |
| 2016 | Janatha Garage                 | Anand                                             |                           |
| 2017 | Jai Lava Kusa                  | Jai "Raavan" Kumar/ Lava Kumar/ Kusa Kumar        |                           |
| 2018 | Aravinda Sametha Veera Raghava | Veera Raghava Reddy                               |                           |
| 2022 | RRR                            | Komaram Bheem                                     |                           |
| 2024 | Devara: Part 1                 | Devara/ Vara                                      |                           |
| 2025 | War 2                          | Vikram Chelapathi                                 | Hindi film                |

## Discografie
| Jaar | Nummer                   | Album            |
| ---- | ------------------------ | ---------------- |
| 2007 | "Olammi Thikka Regindha" | Yamadonga        |
| 2008 | "1,2,3 Nenoka Kantri"    | Kantri           |
| 2010 | "Chary"                  | Adhurs           |
| 2011 | "Sri Anjaneyam"          | Oosaravelli      |
| 2014 | "Raakasi Raakasi"        | Rabhasa          |
| 2016 | "Follow Follow"          | Nannaku Prematho |
| 2016 | "Geleya Geleya"          | Chakravyuha      |